# 獨行俠勇闖美人關
是一部1971年的美國南哥德式驚悚電影，由唐·席格執導，主演是克林特·伊斯特伍德和傑拉丁·佩之。劇本由艾伯特·馬爾茨編寫，改編自托馬斯·P·庫里南所寫的1966年小說，其原名為《A Painted Devil》。本片標誌著席格與伊斯特伍德之間的第三次合作，之前分別是《獨行客勇破三關》（1968年）和《獨行俠千里送貞娘》（1970年），接著分別是《辣手神探奪命槍》（1971年）和《逃出亞卡拉》（1979年）。

## 演員
- 奇連·伊士活 飾 下士John 'McBee' McBurney
- 傑拉丁·佩之 飾 Martha Farnsworth
- 伊麗莎白·哈特曼 飾 Edwina Dabney
- 喬·安·哈里斯（英语：Jo Ann Harris） 飾 Carol
- 黛琳·卡爾（英语：Darleen Carr） 飾 Doris
- 梅·默瑟（英语：Mae Mercer） 飾 Hallie
- Pamelyn Ferdin（英语：Pamelyn Ferdin） 飾 Amelia 'Amy'
- 美樂蒂·湯姆·史葛（英语：Melody Thomas Scott） 飾 Abigail
- Peggy Drier 飾 Lizzie
- Pattye Mattick 飾 Janie

## 其他改編電影
蘇菲亞·哥普拉編劇和執導，改編自相同原著的新版電影，主演有妮歌·潔曼、哥連·費路、姬絲汀·登絲和艾麗·芬寧。電影於2017年5月在康城影展上全球首映，於2017年6月23日由焦點影業負責公映。

## 外部連結
- 互联网电影数据库（IMDb）上《The Beguiled》的资料（英文）
- The Beguiled （页面存档备份，存于） at Rotten Tomatoes
- 豆瓣电影上《獨行俠勇闖美人關》的資料 （简体中文）